# Malagidris alperti
Malagidris alperti (лат.) — вид мелких муравьёв рода Malagidris (подсемейство мирмицины).

## Описание
Ареал обитания: Мадагаскар.
Мелкие мирмициновые муравьи желтоватого цвета (длина тела около 6 мм), ширина головы от 0,82 мм до 0,96 мм. Соотношение ширины и длины головы (головной индекс, CI) = 65-72 (голова узкая). Соотношение длины скапуса к ширине головы (индекс скапуса, SI) = 160—192 (скапус длинный). Рабочая каста мономорфная. Нижнечелюстные щупики 5-члениковые, нижнегубные щупики состоят из 3 сегментов. Усики 12-члениковые (у самцов 13-члениковые). Жвалы треугольной формы с 8—13 зубцами на жевательном крае. Голова вытянутая, суженная позади глаз (шеевидная). Усики и ноги длинные. Стебелёк между грудкой и брюшком состоит из двух члеников: петиолюса и постпетиолюса (последний четко отделён от брюшка), жало развито, куколки голые (без кокона). Заднегрудка с длинными проподеальными шипками. Брюшко гладкое и блестящее.
Вид был впервые описан в 2014 году английским мирмекологом Барри Болтон (Музей естествознания, Лондон, Великобритания) и американским энтомологом Брайаном Фишером (англ. B. L. Fisher; Department of Entomology, California Academy of Sciences, Сан-Франциско, Калифорния, США) и назван в честь американского мирмеколога Гари Алперта (G. D. Alpert), собравшего типовую серию.